# Villelongue-d’Aude
Villelongue-d’Aude – miejscowość i gmina we Francji, w regionie Oksytania, w departamencie Aude.
Według danych na rok 1990 gminę zamieszkiwało 286 osób, a gęstość zaludnienia wynosiła 22 osoby/km² (wśród 1545 gmin Langwedocji-Roussillon Villelongue-d’Aude plasuje się na 635. miejscu pod względem liczby ludności, natomiast pod względem powierzchni na miejscu 604.).

## Zabytki
Zabytki w miejscowości posiadające status monument historique:
- gallo-romański pomnik nagrobny (monument funéraire gallo-romain)